# Dennis Elliot
Dennis Leslie Eliott va néixer el 18 d'agost de 1950, a Peckham, Londres, que es va fer famós per ser el bateria del grup musical Foreigner des de 1976 fins a 1992. Un any més tard es va convertir en escultor professional.
Elliott es va convertir en un músic professional a l'edat de setze anys, i es va unir al grup The Shevelles i després un grup anomenat Ferris Wheel. Després va passar uns anys amb la britànica de jazz i el grup IF, apareixent en els seus primers cinc àlbums i a una gravació en directe. A Londres també va tocar amb la Roy Young Band per un període.
El 1976, es va unir i es va convertir en el bateria de Foreigner.
Dennis Elliot va tocar la bateria amb el seu grup familiar als 5 anys fent espectacles a Londres. Anys més tard d'adolescent, es va unir el grup del seu germà gran 'Raymond' que cantava i tocava la trompeta.
Després de deixar la indústria de la música darrere, Elliott es va tornar cap a l'escultura, treballant principalment amb el mitjà de la fusta. Autodidacta, el seu enfocament i la concentració principal ha estat en els vaixells Burlwood gra i escultures de paret, a més de miralls de paret. Elliott es va convertir en ciutadà dels EUA en el 1993.